# Coris marquesensis
Coris marquesensis es una especie de peces de la familia Labridae en el orden de los Perciformes.

## Morfología
Los machos pueden llegar alcanzar los 23 cm de longitud total.

## Distribución geográfica
Es un endemismo de las islas Marquesas.